# Raghilt Berve
Raghilt Berve (* 1933) ist eine deutsche Raumplanerin und war Regierungspräsidentin in Arnsberg.

## Leben
Berve ist ausgebildete Architektin und wurde mit einer Schrift über Stadterweiterungen im 17. und 18. Jahrhundert zur Dr. Ing. promoviert. Sie arbeitete zunächst im Hochbau in Essen und Kopenhagen, bevor sie nach verschiedenen weiteren beruflichen Stationen in die Landesverwaltung von Nordrhein-Westfalen wechselte. Berve war Leiterin der Abteilung Regionalplanung im Regierungsbezirk Düsseldorf. Danach war sie leitende Ministerialrätin im Ministerium für Stadtentwicklung, Wohnen und Verkehr von Nordrhein-Westfalen. Später war sie Gruppenleiterin bei der parlamentarischen Staatssekretärin für die Gleichstellung. Berve ist Mitglied der SPD. Sie war von 1990 bis zu ihrer Pensionierung 1998 Regierungspräsidentin in Arnsberg. Damit war sie die erste Frau in dieser Funktion in der Bundesrepublik Deutschland.
Berve ist Mitglied in der Akademie für Städtebau und Landesplanung und der Akademie für Raumforschung und Landesplanung. Außerdem ist sie Mitglied im Beirat des Vereins "Westfalen Initiative" und zahlreichen weiteren Organisationen. Sie ist Trägerin des Bundesverdienstkreuzes Erster Klasse.
2021 wurde sie mit dem Verdienstorden des Landes NRW ausgezeichnet.

## Schriften
- Stadterweiterungen der fränkischen Residenzstädte Ansbach, Bayreuth und Erlangen im 17. und 18. Jahrhundert. Düsseldorf, 1975